# Elsa Sedlmeyer

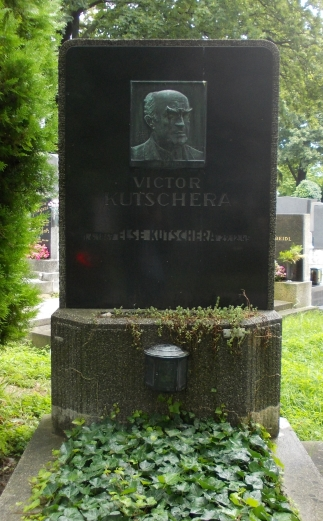
Grabstätte von Elsa Sedlmeyer-Kutschera

Elsa Sedlmeyer, auch Elsa Sedelmayer, Elsa Sedlmayr, Elsa Sedlmayer und Elsa Kutschera, (1. Juni 1867 in Salzwedel – 20. Januar 1946 in Wien) war eine deutsche Theaterschauspielerin.

## Leben
Sedlmeyer schwärmte von Jugend auf fürs Theater und schrieb kurz entschlossen von Wiesbaden aus, wo ihr Vater Max Sedlmayr als Kapellmeister wirkte, an die Leitung des Meininger Hoftheaters mit der Bitte, ihr Talent einer Prüfung zu unterziehen. Sie erhielt zusagenden Bescheid und wurde nach kurzem Probesprechen auch für die thüringische Hofbühne engagiert (Antrittsrolle „Perdita“). Sie wirkte daselbst eineinhalb Jahre erfolgreich zumeist im Fache der Heldinnen und sentimentalen Liebhaberinnen, heiratete jedoch 1900 Viktor Kutschera und verließ gänzlich die Bühne.
Sie ist auf dem Wiener Zentralfriedhof (Gruppe 30D, Reihe 1, Nummer 25) im ehrenhalber gewidmeten Grab, neben ihrem Gatten begraben.
Ihre Tochter war die Schauspielerin Tilly Kutschera (1890–1920).